# 东林镇 (井研县)
东林镇，是中华人民共和国四川省乐山市井研县下辖的一个乡镇级行政单位。

## 行政区划
东林镇下辖以下地区：
东林街社区、东光村、先峰村、打鼓村、平安村、高佳村、汀泗村、寨子村、沙溪村和红花村。